# Alcaucín
Alcaucín – gmina w Hiszpanii, w prowincji Malaga, w Andaluzji, o powierzchni 45,13 km². W 2011 roku gmina liczyła 2817 mieszkańców.